# Edizione nazionale
Nell'editoria libraria il termine edizione nazionale indica la pubblicazione dell'opera omnia di un autore (o, in qualche caso, di un gruppo di autori) che ha particolarmente onorato la propria nazione. L'edizione nazionale è promossa spesso con il concorso di risorse economiche pubbliche.

## Italia

### Quadro normativo
In Italia è previsto che il Ministero per i beni e le attività culturali, sentita la Consulta dei comitati nazionali e delle edizioni nazionali, nomini un collegio di studiosi di specifica competenza preposto a seguire, sia dal punto di vista del profilo scientifico, sia per gli aspetti operativi.
L'operazione prevede la necessità di redigere una edizione critica fissando il testo depurato dagli errori di trascrizione e con le indicazioni delle eventuali varianti, in caso di emendamenti tra successive versioni. L'operazione riguarda tutti i testi, editi e inediti, con l'apporto della documentazione sussidiaria.

#### Il diritto d'autore italiano
La particolare situazione delle Edizioni nazionali, che richiedono evidenti contemperamenti dell'ordinaria legislazione in tema di diritto d'autore con le esigenze culturali dell'intera nazione, ha spinto il legislatore del 1942 a dedicarvi apposite norme.
L'art 11 della legge del diritto d'autore dispone:
Alle amministrazioni dello Stato, (al Partito nazionale fascista), alle provincie e ai comuni spetta il diritto di autore sulle opere create e pubblicate sotto il loro nome ed a loro conto e spese.
Lo stesso diritto spetta agli enti privati che non perseguano scopi di lucro, salvo diverso accordo con gli autori delle opere pubblicate, nonché alle accademie e agli altri enti pubblici culturali sulla raccolta dei loro atti e sulle loro pubblicazioni.
Il successivo articolo 29 disciplina gli aspetti economici della questione. Per 20 anni i diritti esclusivi di utilizzazione economica spettano alle amministrazioni dello Stato, enti pubblici, accademie che hanno promosso l'edizione nazionale.

#### La direzione del Ministero
Nell'ambito del Ministero per i beni e le attività cultural, il settore delle Edizioni nazionali è stato seguito dalla Direzione generale per i beni librari e gli istituti culturali. Con l'entrata in vigore del DPCM  2 dicembre 2019, n. 169. le competenze relative alle Edizioni Nazionali sono state trasferite alla  Direzione Generale Educazione (archiviato dall'url originale il 1º febbraio 2021).. Annualmente il ministero stabilisce la quantità di danaro messo a disposizione delle edizioni nazionali. Per i progetti prescelti il ministero provvede con apposito decreto a nominare la commissione incaricata delle attività di studio e di quelle operative.

#### Normativa di riferimento
- Legge 1 dicembre 1997 n. 420 (PDF), su librari.beniculturali.it. URL consultato il 30 settembre 2007 (archiviato dall'url originale il 10 giugno 2007).
- Circolare ministeriale (PDF), su librari.beniculturali.it. URL consultato il 30 settembre 2007 (archiviato dall'url originale il 10 giugno 2007).
- Programma 2009 [collegamento interrotto], su mobile.senato.it.

### Catalogo delleedizioni nazionaliitaliane
Attualmente le edizioni nazionali italiane sono 103.
La caratteristica principale è che non sono presenti solo autori di letteratura, ma di ogni ramo del sapere. I più importanti:
- Leon Battista Alberti, umanista
- Vittorio Alfieri, scrittore
- Dante Alighieri, poeta
- Giovanni Battista Amici, astronomo
- Cesare Beccaria, pensatore politico
- Flavio Biondo, storico
- san Carlo Borromeo, cardinale
- Luigi Boccherini, musicista
- Ruggero Giuseppe Boscovich, astronomo
- Giosuè Carducci, poeta e scrittore
- Gabriele D'Annunzio, poeta, romanziere, drammaturgo e politico
- Carlo Cattaneo, pensatore politico
- Benedetto Croce, filosofo
- Antonio Labriola, filosofo
- Giovanni Battista Della Porta, scienziato, mago, drammaturgo
- Ugo Foscolo, poeta
- Galileo Galilei, scienziato
- Vincenzo Gioberti, pensatore
- Giordano Bruno, filosofo
- Antonio Gramsci, filosofo
- Federigo Enriques, matematico
- Leonardo da Vinci, artista e scienziato
- Niccolò Machiavelli, scrittore e filosofo
- Francesco Maurolico, matematico
- Giuseppe Mazzini, pensatore politico
- Giovanni Battista Pergolesi, musicista
- Francesco Petrarca, poeta e umanista
- Luigi Pirandello, drammaturgo, scrittore e poeta
- Angelo Roncalli, ossia Giovanni XXIII, 261º papa
- Girolamo Savonarola, religioso e politico
- Scuola medica salernitana
- Alessandro Stradella, musicista
- Torquato Tasso, poeta
- Lorenzo Valla, umanista
- Antonio Vallisneri, scienziato

### Progetti di edizione nazionale online
- Il comitato per l'edizione nazionale dell'opera matematica di Francesco Maurolico pubblica i testi oltre che a stampa anche online:  www.maurolico.it..
- Un simile programma è in fieri da parte del comitato per l'edizione nazionale del carteggio di San Carlo Borromeo.
- L' edizione digitale dell'edizione nazionale dell'opera omnia di Luigi Pirandello. permette la consultazione dei materiali pubblicati dal comitato: i manoscritti dell'autore, le varie edizioni delle opere, i vocabolari specifici dei testi e gli strumenti per la didattica.
- L' Edizione Nazionale delle Opere di Aldo Moro. pubblica interamente online sia i testi editi e inediti dello statista, sia saggi critici di presentazione dei diversi volumi e tomi.